# Såstaholm

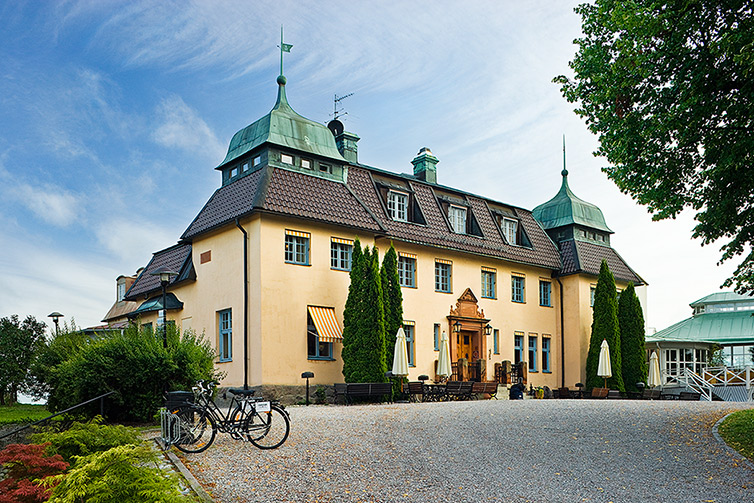
Hauptgebäude

Såstaholm ist ein Herrenhaus in der Gemeinde Täby, Provinz Stockholms län in Schweden. Es ist aktuell ein Hotel samt Restaurant und bietet Tagungsmöglichkeiten. Der Hof war früher auch als Såsta gård und Höstsol bekannt. Die Bewirtschaftung dieses Stück Landes lässt sich bereits seit dem 16. Jahrhundert nachweisen.
1903 wurde von Max Sievert ein Sommerhaus im Jugendstil auf diesem Land gebaut. Dieses wurde wiederum 1917 an die Stiftung Höstsol verkauft. Die Stiftung kümmerte sich um verarmte pensionierte Schauspieler, die dort einen Ort für ihren Lebensabend fanden. 1981 wurde das Anwesen an die Winn-Hotel-Gruppe verkauft und firmiert seitdem unter dem Namen Såstaholm Hotell & Konferens.

## Såstaholm-Preis
Seit 2008 wird zum Gedenken der Geschichte des Hauses der Såstaholm-Preis (Såstaholms pris till Höstsols minne) vergeben, ein Theaterpreis speziell für junge talentierte Schauspieler. Er ist mit 50.000 SEK sowie einem Hotelzimmer, das nach eigenen Wünschen dekoriert werden kann, dotiert. Die bisherigen Preisträger sind:
- 2008: Josefin Ljungman
- 2009: Joel Kinnaman
- 2010: Elin Rombo
- 2011: Lindy Larsson
- 2012: Alicia Vikander
- 2013: Adam Lundgren und Adam Pålsson
- 2014: Edda Magnason
- 2015: Alexander Ekman